# Saint Kitts i Nevis na Letnich Igrzyskach Olimpijskich 2024
Saint Kitts i Nevis na Letnich Igrzyskach Olimpijskich 2024 – występ kadry sportowców reprezentujących Saint Kitts i Nevis na igrzyskach olimpijskich, które odbyły się w Paryżu we Francji, w dniach 26 lipca – 11 sierpnia 2024.
Reprezentacja Saint Kitts i Nevis liczyła troje zawodników – kobietę i dwóch mężczyzn, którzy wystąpili w 2 dyscyplinach.
Był to ósmy start Saint Kitts i Nevis na letnich igrzyskach olimpijskich.

## Reprezentanci

### Lekkoatletyka
| Zawodnik             | Konkurencja       | Runda 1 | Runda 1 | Runda 2 | Runda 2 | Półfinał | Półfinał | Finał | Finał   | Źródło |
| Zawodnik             | Konkurencja       | Wynik   | Miejsce | Wynik   | Miejsce | Wynik    | Miejsce  | Wynik | Miejsce | Źródło |
| -------------------- | ----------------- | ------- | ------- | ------- | ------- | -------- | -------- | ----- | ------- | ------ |
| Zahria Allers-Liburd | bieg na 100 m (k) | 11,73   | 6. Q    | 11,89   | 63.     | NQ       | NQ       | NQ    | NQ      | [ 1 ]  |
| Naquille Harris      | bieg na 100 m (m) | 10,33   | 6. Q    | 10,38   | 54.     | NQ       | NQ       | NQ    | NQ      | [ 2 ]  |

### Pływanie
| Zawodnik     | Konkurencja           | Eliminacje | Eliminacje | Półfinał | Półfinał | Finał | Finał | Źródło |
| Zawodnik     | Konkurencja           | Czas       | Poz.       | Czas     | Poz.     | Czas  | Poz.  | Źródło |
| ------------ | --------------------- | ---------- | ---------- | -------- | -------- | ----- | ----- | ------ |
| Troy Nisbett | 50 m st. dowolnym (m) | 28,71      | 69.        | NQ       | NQ       | NQ    | NQ    | [ 3 ]  |